# 法元明菜
法元明菜（日语：／ Hōmoto Akina；1996年8月5日—）是日本大阪府出身的女性聲優、歌手，為Just Production所屬的藝人。

## 經歷
特長是漢語（普通话、粵語），在《直播動漫 麟&犀×AI韻律♪》第二季開始的LINE試音中以此被選爲麟麟的聲優。

## 人物
母親是中國人，姓氏為「杨」，同時她也有一個弟弟。法元明菜的父親希望她能學會漢語，因此小學二年級至中學三年級皆住在中國大陸广东省。當時為融入中國的環境，並非使用本名「法元明菜」，而是從其母姓取名為杨明。
小學六年級時，在家以中日混合的神祕語言交談。

### 興趣愛好
在演出《麟犀AI韻律出差版 麟麟家-LinLin HOUSE-》時產生了繪畫的興趣，從Niconico動畫與bilibili的評論中決定畫作的題目與內容，並將題目的漢語拼音顯示在螢幕上。
喜歡乳酪，曾声称乳酪是飲品；也喜歡布丁、南瓜、壽司。喜歡喝零卡能量飲料（其中特別喜歡喝怪獸能量飲料）。在中國吃月餅時只吃中間的蛋黃，讓父親發過脾氣。
曾在与双亲同住时養有倉鼠。
非常喜歡桌上遊戲（卡牌遊戲、桌上角色扮演遊戲等）、生存遊戲。
喜歡演奏原聲吉他，會在Twitter上募集詞句，演奏1分鐘的曲子。

## 演出作品
※飾演的主要角色以粗體字表示。

### 電視動畫
2018年
- 小邪神飛踢（姊姊）

2020年
- 小邪神飛踢'（髑髏男孩）

2022年
- Love Live! 虹咲學園學園偶像同好會（第2期）（鐘嵐珠）

2023年
- 虹咲四格 動畫版（鐘嵐珠[7]）

2024年
- 虹咲四格 動畫版 2（鐘嵐珠[8]）

### OVA
2023年
- Love Live! 虹咲學園學園偶像同好會 NEXT SKY（鐘嵐珠[9]）

### 劇場動畫
2024年
- Love Live! 虹咲學園學園偶像同好會 完結篇 第1章（鐘嵐珠[10]）

2025年
- Love Live! 虹咲學園學園偶像同好會 完結篇 第2章（鐘嵐珠[11]）

### 網路動畫
- 直播動漫 麟&犀×AI韻律♪（2018年－，麟麟[12]）
- 麟犀AI韻律出差版 麟麟家-LinLin HOUSE-（2018年－，麟麟）

### 遊戲
- Monster Cry 2（普連蒂亞等）
- 昇龍神（發坂真子）
- Love Live! 學園偶像祭 ALL STARS （鐘嵐珠[13]）
- 碧藍航線 （濱江）

### 電視劇
- NHK綜合連續電視小說《大姊當家》（女學生）
- NHKBS Premium《應考的灰姑娘》（女學生）

### 其他
- TOKYO MX2聲優綜藝《動娛研！秋葉原動畫娛樂研究所》[14]
- Love Live! Superstar!!（音響協力）[註 1] [15]

## 外部連結
- 官方网站
- 法元明菜的新浪微博
- YouTube上的法元明菜頻道 （页面存档备份，存于）